# Odighitria

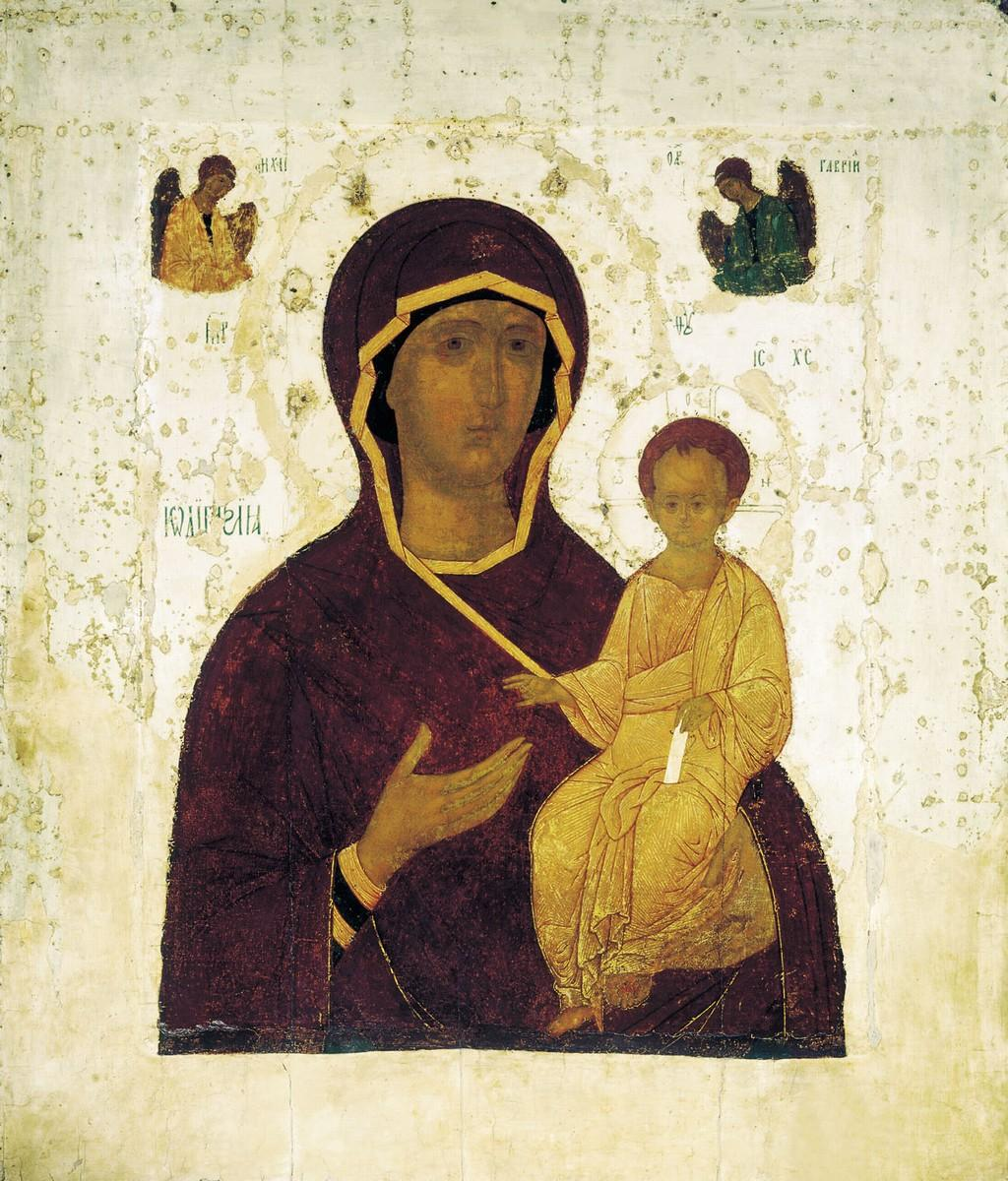
Icoana Maicii Domnului din Smolensk de Dionisius (c. 1500)

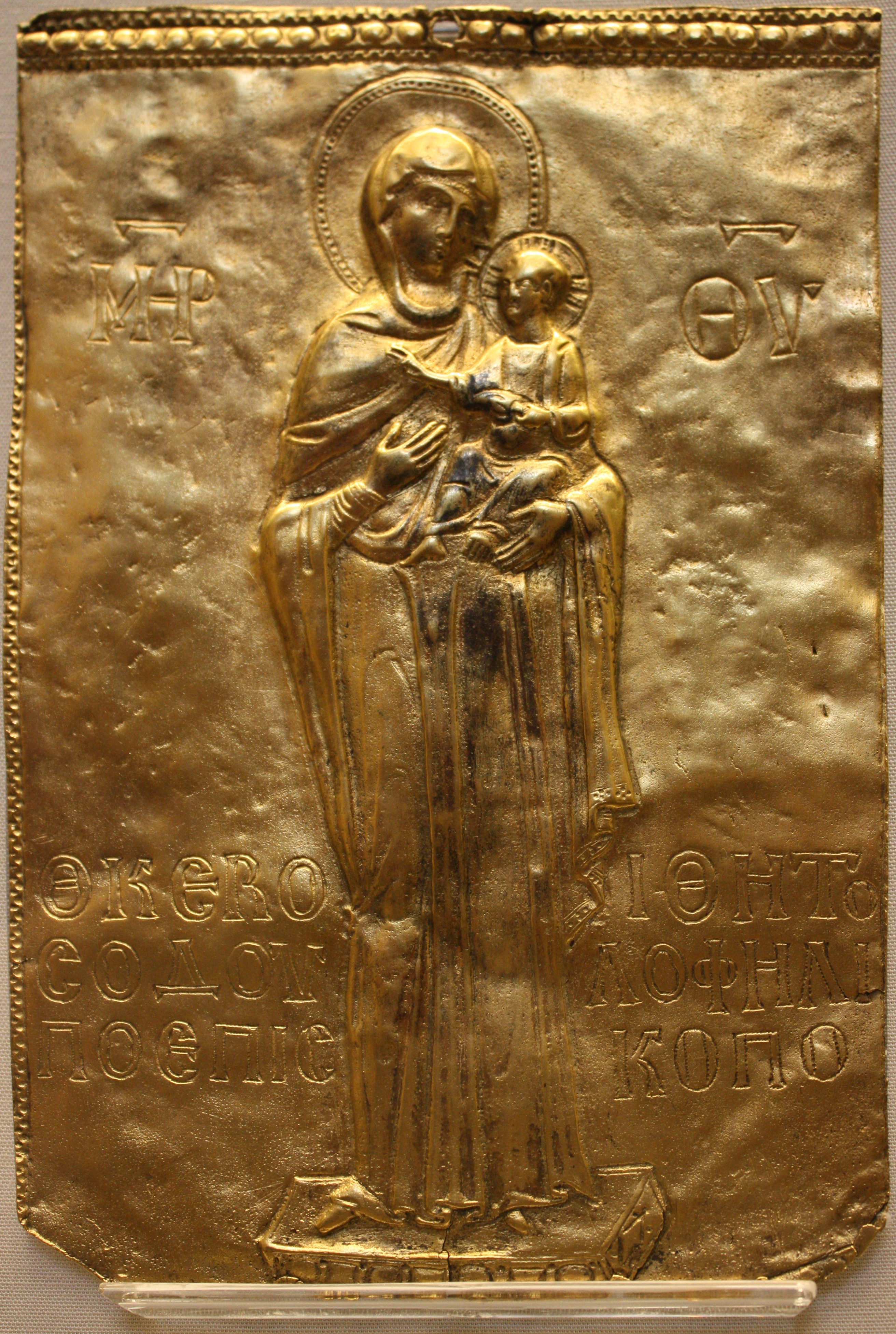
Plăcuță de cupru din secolul al XII-lea găsită în Catedrala din Torcello

Odighitria, Hodighitria sau Maica Domnului Odighitria (în greacă Οδηγήτρια) este un tip iconografic a Maicii Domnului cu Pruncul Iisus. Ea îl arată cu mâna dreaptă pe pruncul Hristos care este Calea (Ioan 14,6). Capul Fecioarei se înclină de obicei spre copil care ține un sul ce simbolizează Evanghelia și care își ridică mâna într-un gest de binecuvântare. Această icoană reliefează în chip special Firea dumnezeiască a Pruncului.
Cea mai cinstită icoană de tip Odighitria, considerată a fi cea originală, s-a aflat în Mănăstirea Maica Domnului Odighitria din Constantinopol, biserică fiind construită special în cinstea ei. Spre deosebire de majoritatea copiilor ulterioare, aceasta o înfățișa pe Maica Domnului stând în picioare. Se spune că a fost adusă din Țara Sfântă de Eudochia, soția împăratului Teodosie al II-lea (408–450) și că a fost pictată de Sfântul Evanghelist Luca. Icoana avea două fețe, pe cealaltă parte fiind pictată Răstignirea și era „poate cel mai cunoscut obiect de cult din Bizanț”.
Icoana originală pare să se fi pierdut deși diverse tradiții susțin că a fost dusă în Rusia sau Italia. Există un număr mare de copii ale imaginii care în timp și-au dobândit propriul statut și tradiție.

## Răspândirea imaginii

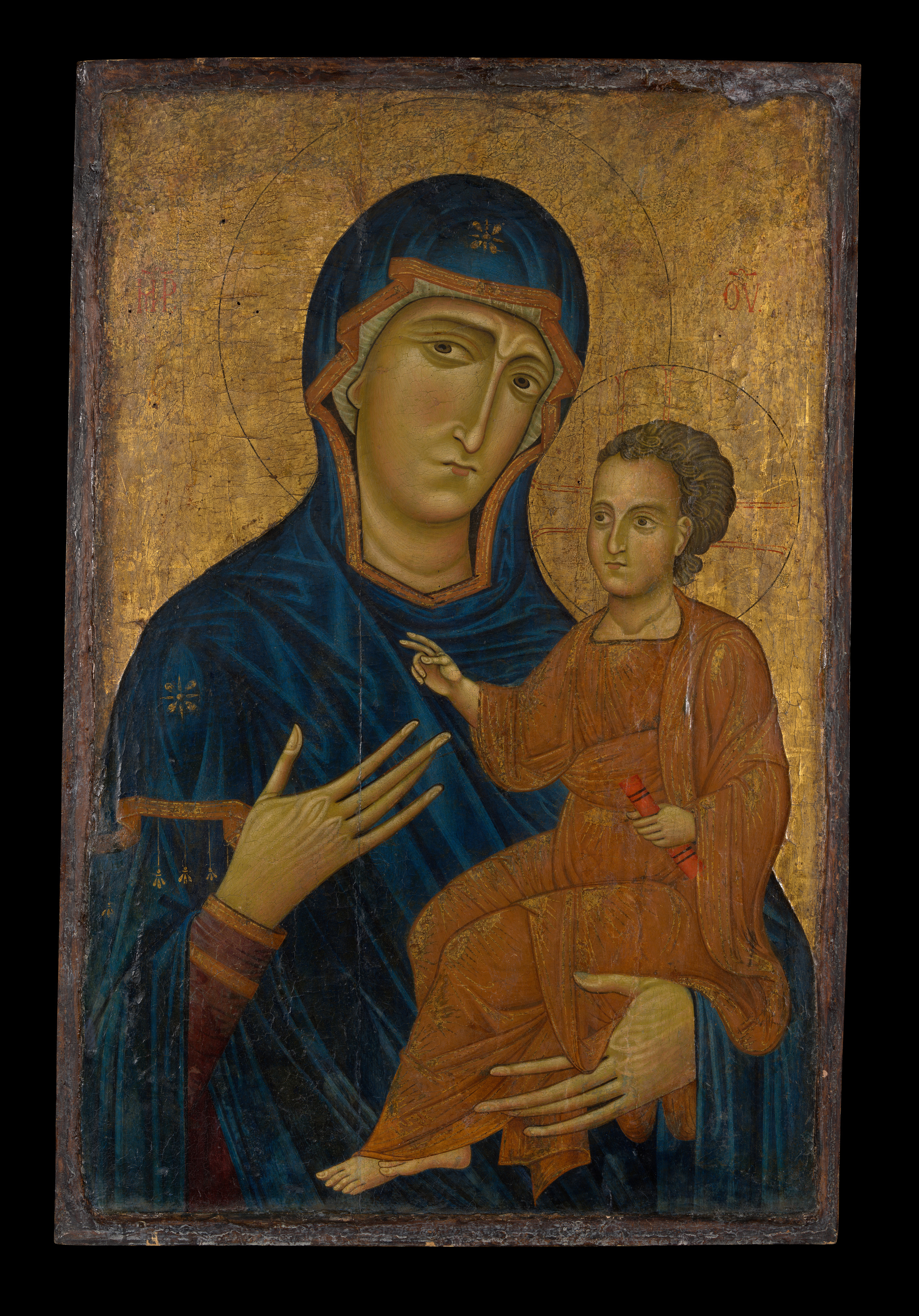
Odighitria italo-bizantină de Berlinghiero din Lucca (cca. 1230) prezintă influența bizantină asupra artei italiene din secolul al XIII-lea

În secolul al X-lea, după perioada iconoclasmului din arta bizantină, această imagine a devenit mai utilizată, posibil dezvoltându-se dintr-un tip anterior în care mâna dreaptă a Fecioarei se afla pe genunchiul lui Hristos. Un exemplu al acestui tip anterior este icoana Salus Populi Romani din Roma. 
Versiuni integrale, ambele realizate probabil de iconari greci, apar în mozaic în Catedrala din Torcello (secolul al XII-lea) și în Cappella Palatina din Palermo (cca. 1150).
Din Odighitria s-a dezvoltat tipul iconografic Maica Domnului Eleusa (Maica Domnului Milostiva), unde Maria încă îl indică pe Hristos, dar el îi mângâie obrazul, pe care ea îl apleacă ușor spre el; versiuni celebre includ Maica Domnului din Vladimir și Maica Domnului Feodorovskaia.

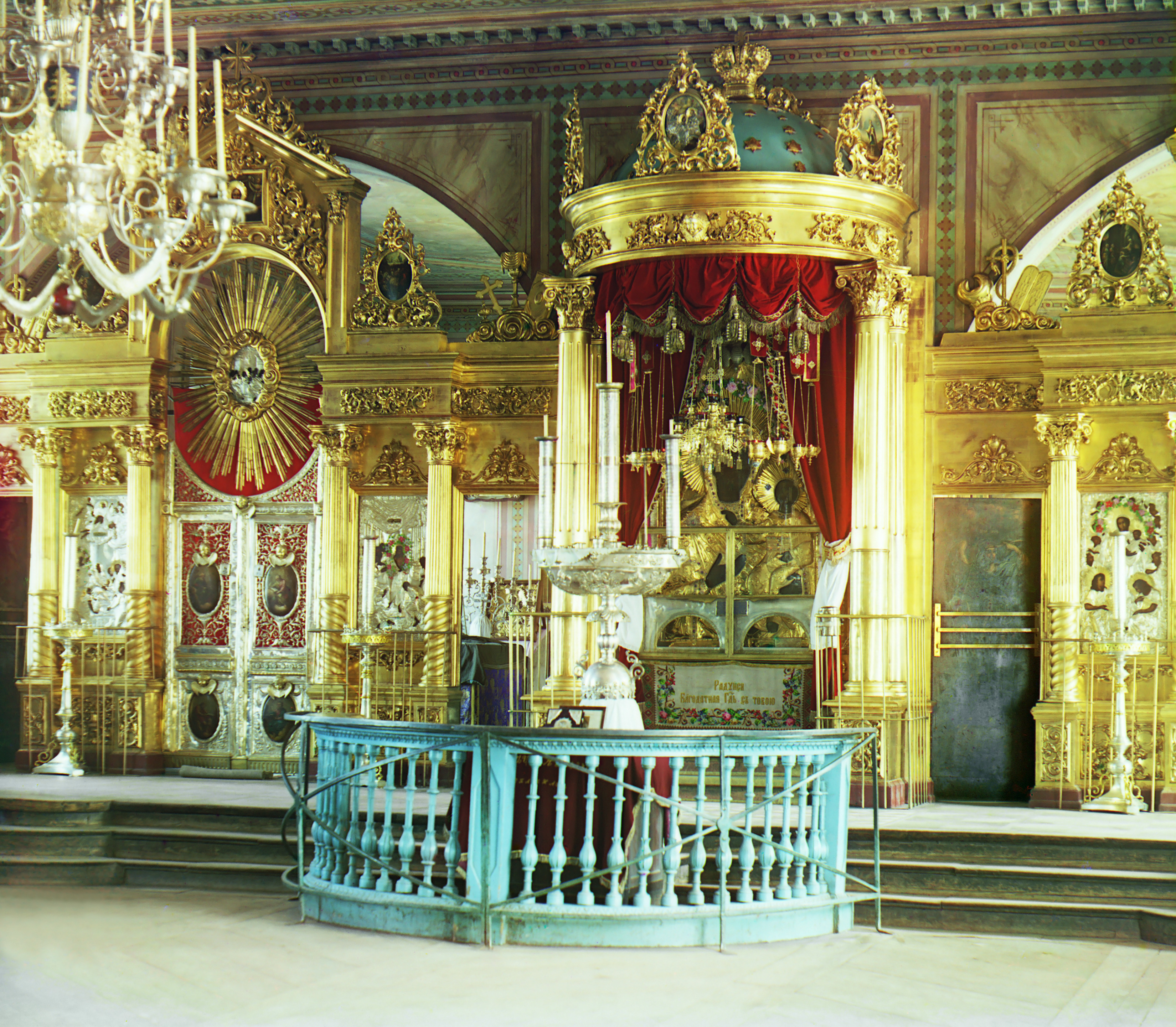
Altarul Odighitria din Smolensk, așa cum a fost fotografiat de Prokudin-Gorski în 1912.

Unii ruși cred că după căderea Constantinopolului, icoana Sfântului Luca a apărut în Rusia, unde a fost plasată în Catedrala „Adormirea Maicii Domnului” din Smolensk. În mai multe rânduri a fost adusă cu mare ceremonie la Moscova, unde a fost construită Mănăstirea Novodevici în cinstea ei și unde se prăznuiește pe 10 august.
Se crede că această icoană, datată de istoricii de artă ca fiind din secolul al XI-lea, a fost distrusă de un incendiu în timpul ocupației germane a orașului Smolensk în 1941. 

### Constantinopol
Există o serie de imagini care prezintă icoana în altar sau scoasă la închinare și era unul dintre marile obiective turistice ale Constantinopolului pentru vizitatori. După a patra cruciadă, din 1204 până în 1261, a fost mutată la Mănăstirea Pantocrator, care devenise catedrala scaunului venețian în perioada dominației france, și, întrucât niciuna dintre ilustrațiile altarului de la Mănăstirea Odighitria nu datează dinaintea acestui interludiu, este posibil ca altarul să fi fost creat după returnarea sa.
Icoana a dispărut în timpul căderii Constantinopolului în 1453, când a fost depusă la Biserica Chora. Este posibil să fi fost tăiată în patru bucăți. 

### Tradiția italiană
O tradiție italiană relatează că icoana originală a Mariei atribuită lui Luca, trimisă de Eudochia împărătesei Pulcheria, era o icoană circulară mare doar a capului ei. Când icoana a ajuns la Constantinopol, a fost încadrată într-o icoană dreptunghiulară foarte mare a Mariei ținând Pruncul Iisus; această icoană compozită a devenit cea cunoscută istoric sub numele de Odighitria. O altă tradiție spune că atunci când ultimul împărat latin al Constantinopolului, Baldwin al II-lea, a fugit din Constantinopol în 1261, a luat cu el această porțiune circulară originală a icoanei. A rămas în posesia dinastiei angevine, care a introdus-o și într-o imagine mai mare a Mariei și a Pruncului Iisus, care este în prezent așezată deasupra altarului principal al bisericii abației benedictine din Montevergine. Din păcate, de-a lungul secolelor, această icoană a fost supusă unor pictări repetate, astfel încât este dificil de stabilit cum ar fi arătat imaginea originală a chipului Mariei. Totuși, Guarducci susține, de asemenea, că în 1950 o imagine antică a Mariei de la Biserica Santa Francesca Romană s-a dovedit a fi o imagine foarte exactă, dar inversată, a icoanei circulare originale realizate în secolul al V-lea și aduse la Roma, unde a rămas până în prezent.
O icoană „originală” italiană a Odigetriei din Roma apare în romanul polițist Moarte și restaurare (1996) de Iain Pears, din seria de romane polițiste de istoria artei de Jonathan Argyll.
Icoana dă numele său bisericii Santa Maria Odigitria, Tritone din Roma.
Tradiția italiană s-a răspândit și în Malta în secolul al XVI-lea, Capela Maicii Domnului din Itria fiind dedicată Odighitriei. 

### Sfântul Munte
Una dintre cele mai vechi copii se consideră a fi și cea din Mănăstirea Xenofont.
Icoana s-a aflat mult timp pe o coloană din strana stângă din katholikonul Mănăstirii Vatoped. În anul 1730 icoana a dispărut din biserică călugării crezând că a fost furată de tâlhari. Curând au aflat că în mod miraculos, porțile fiind încuiate, icoana a ajuns la Mănăstirea Xenofont. Au adus-o înapoi dar minunea s-a repetat, înțelegând din asta că așa era voia Maicii Domnului.

## Galerie

### Biserica Răsăriteană

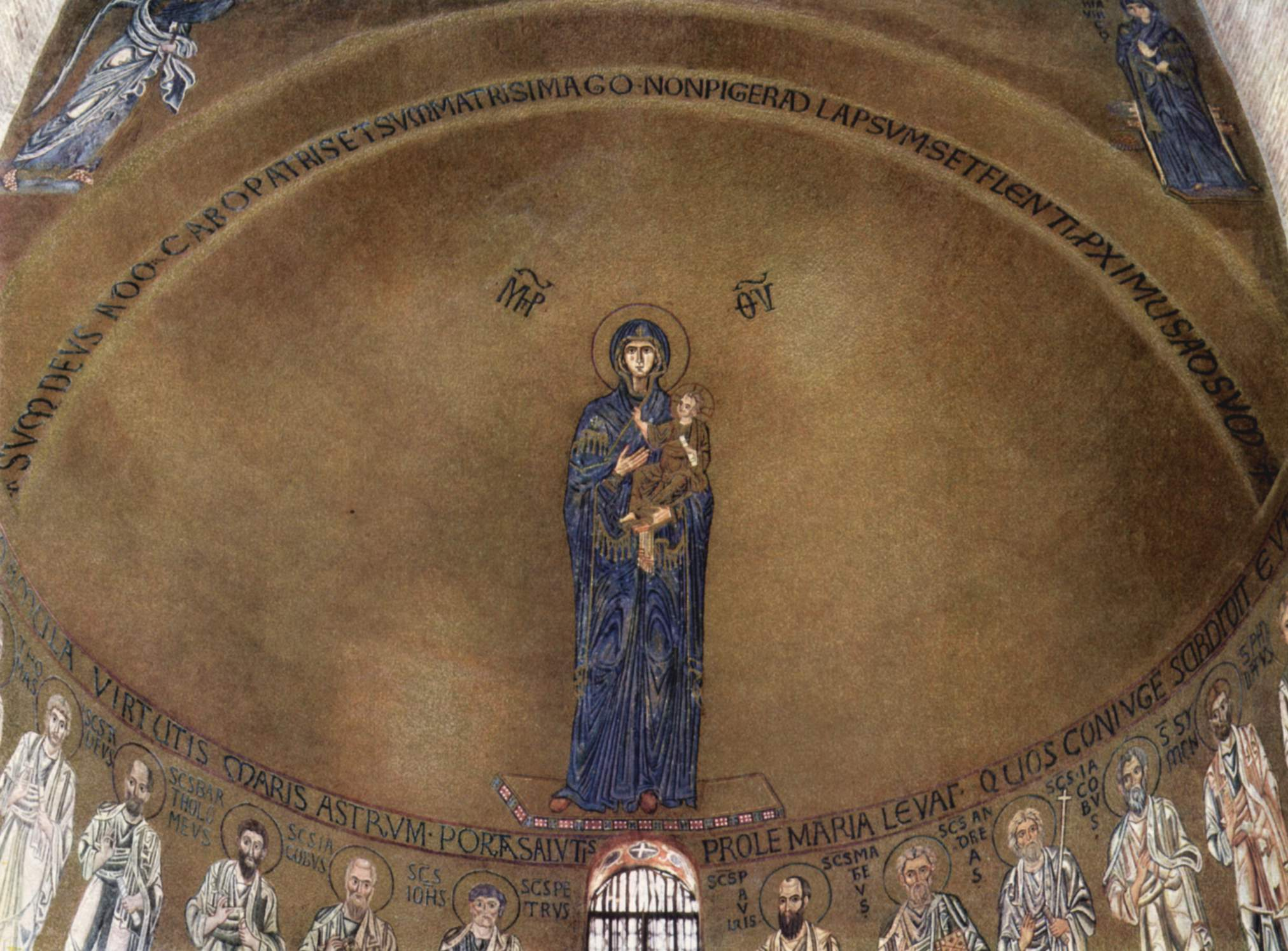
Mozaic pe toată lungimea, realizat de artiști greci, Torcello, secolul al XII-lea
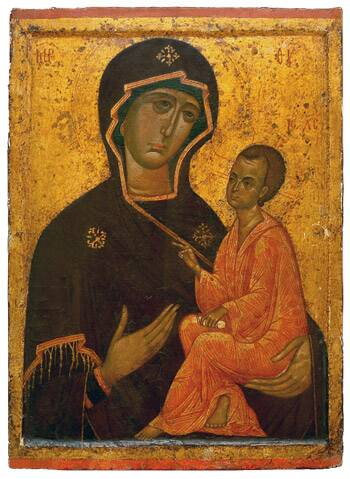
Maica Domnului din Tihvin (cca. 1300)
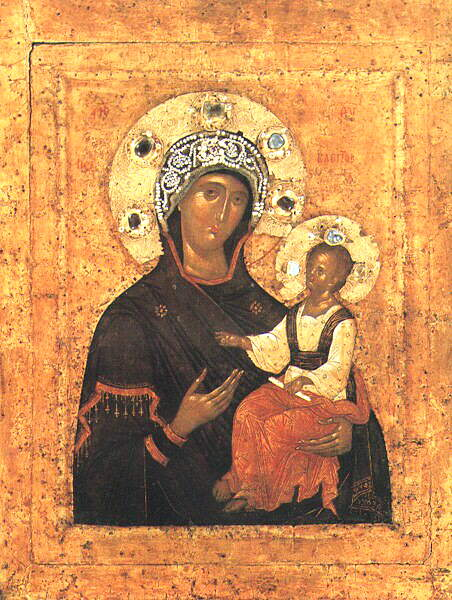
Theotokos din Perivleptos (c. 1350)
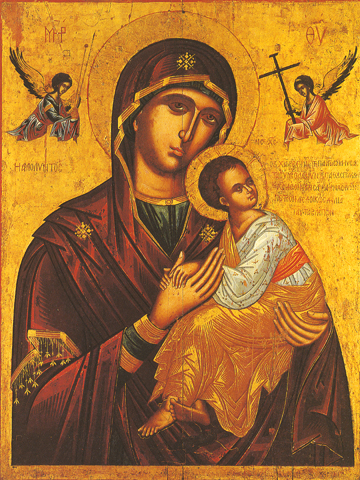
Maicea Maicii Domnului a Patimilor (secolul al XVII-lea)
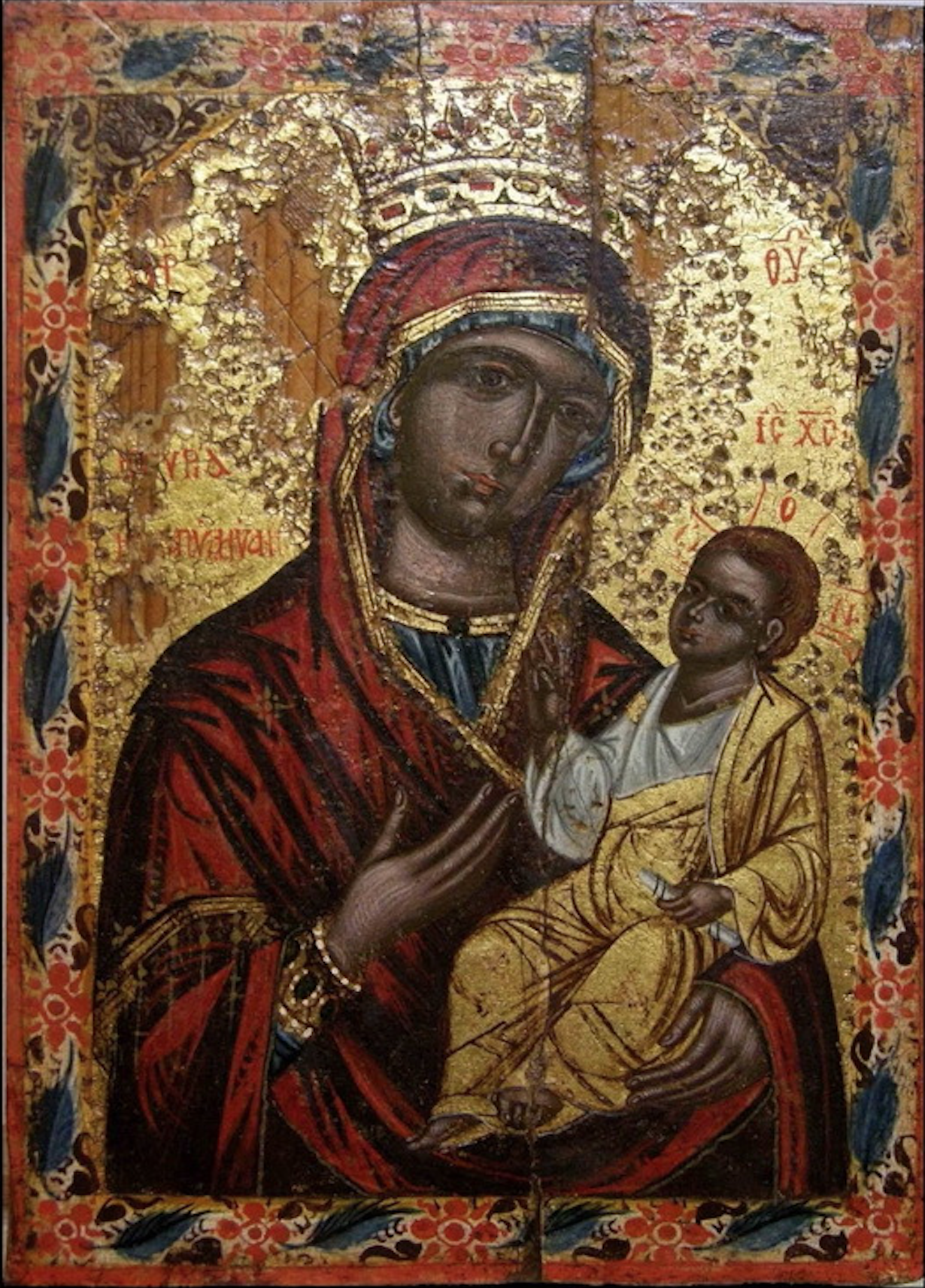
Christodoulos Kalergis (secolul al XVIII-lea)

### Biserica occidentală

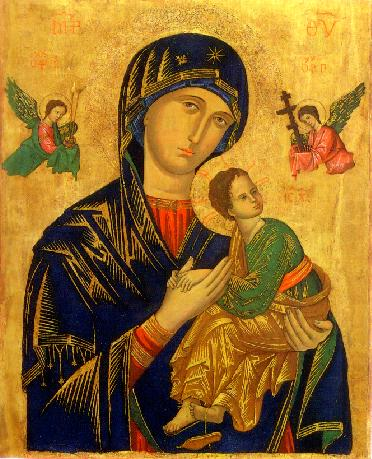
Maica Ajutorului Perpetuu
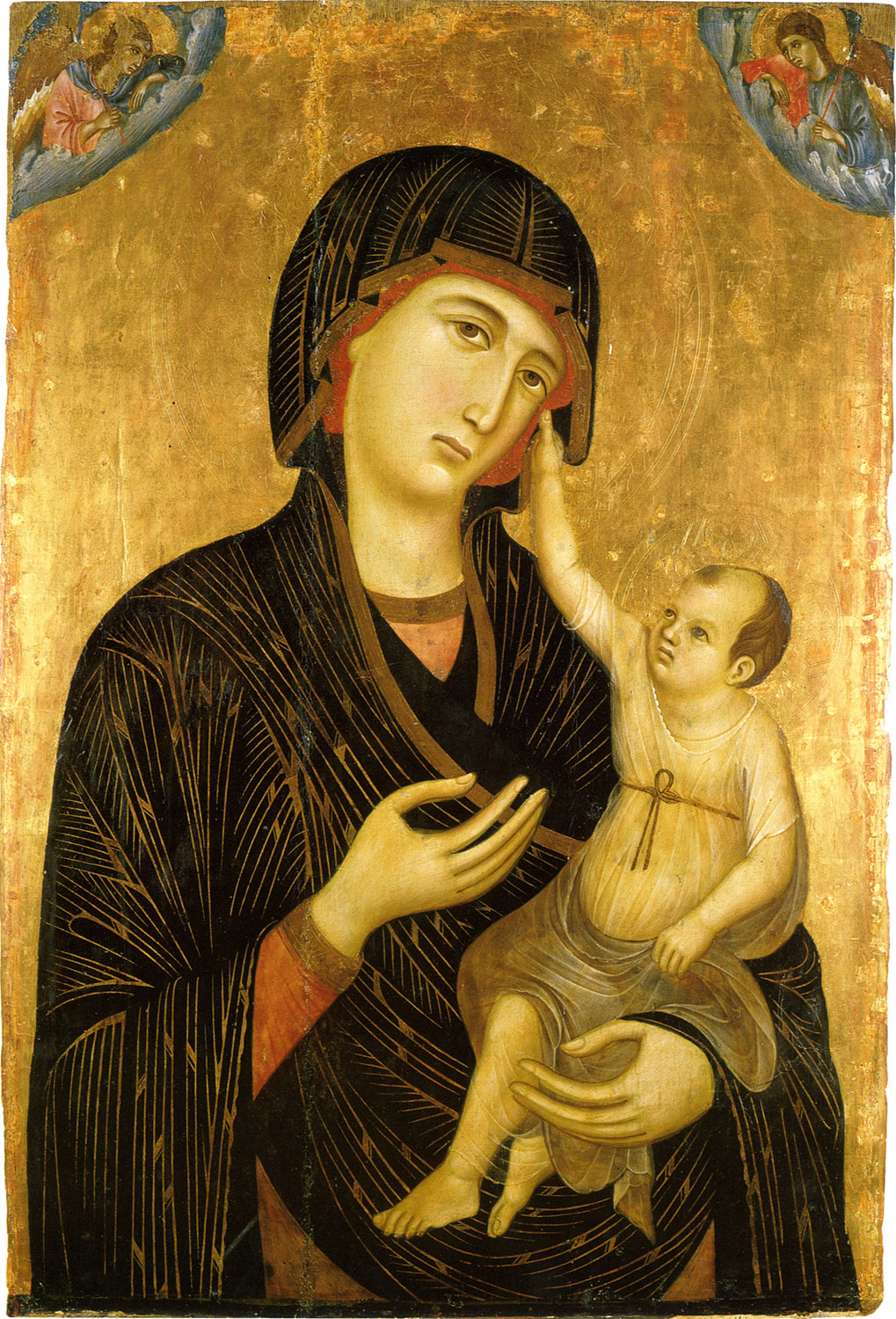
Duccio, 1284
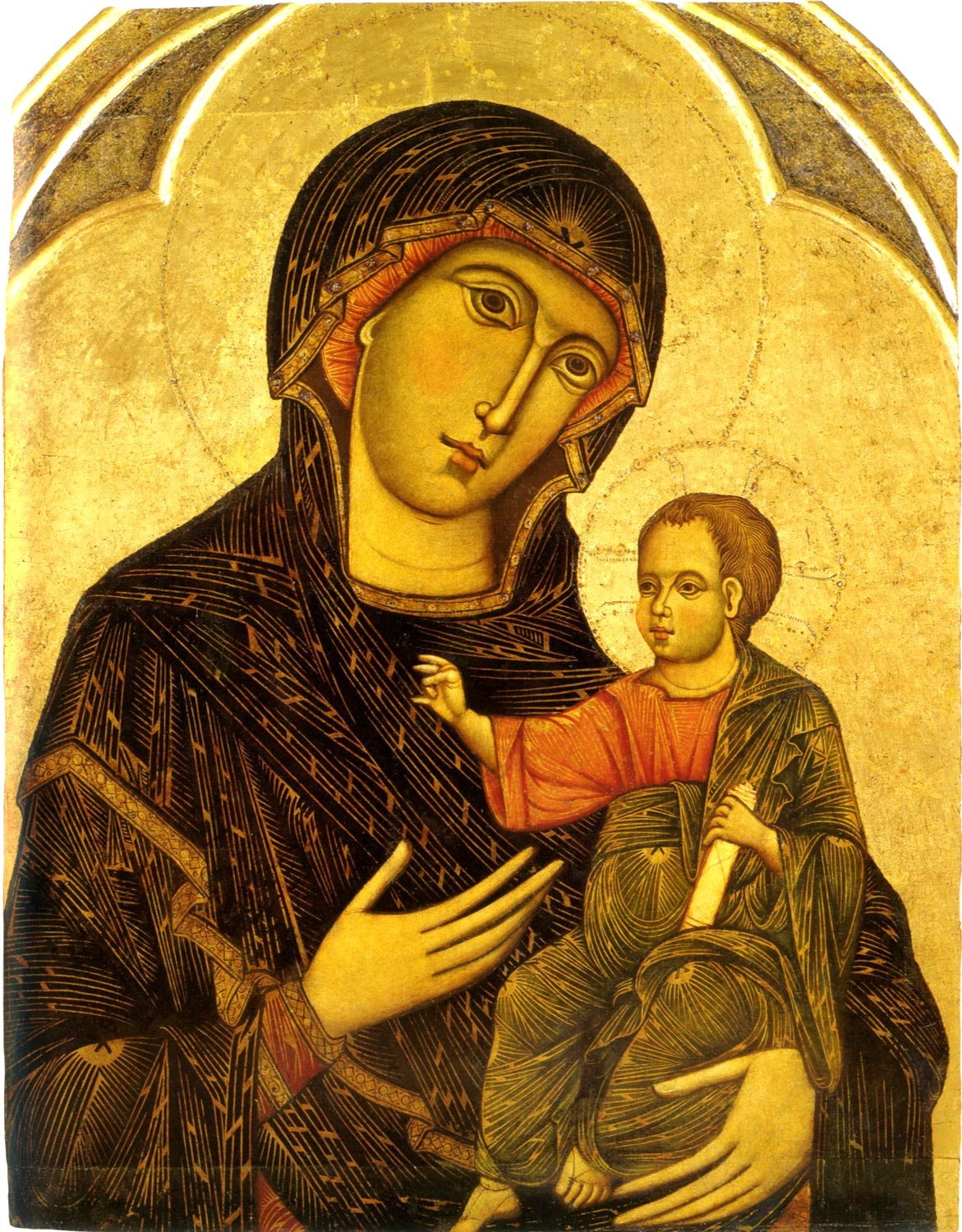
Dietisalvi di Speme
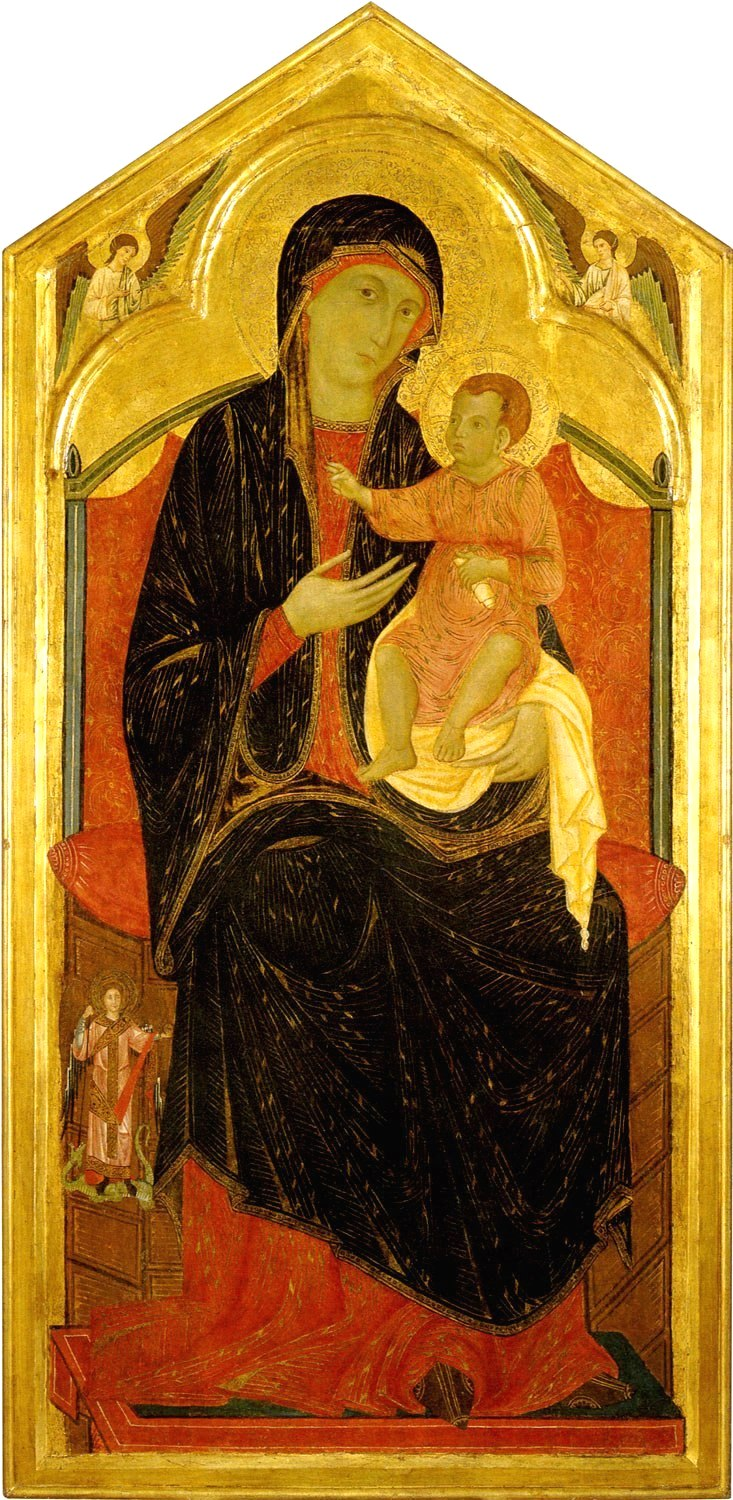
Guido da Siena
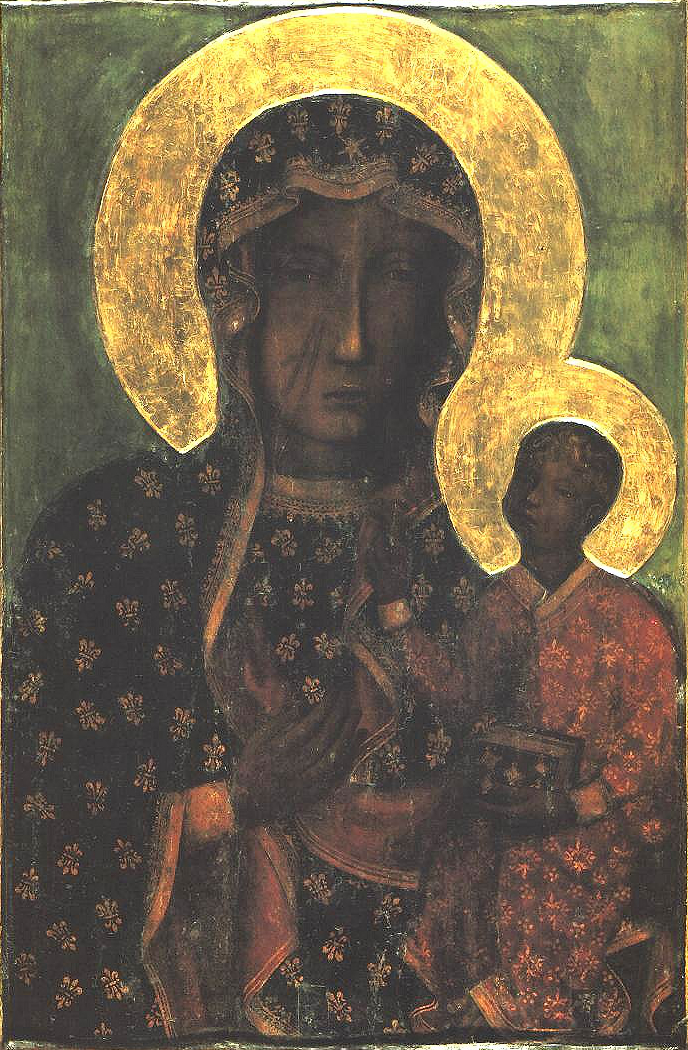
Madona Neagră din Częstochowa